# شرط‌بندی (داستان کوتاه)
«شرط‌بندی» (به روسی: Пари) داستان کوتاهی از آنتون چخوف، نوشته‌شده در سال ۱۸۸۹ است. موضوع داستان دربارهٔ شرط‌بندی یک بانکدار ثروتمند با یک وکیل جوان سر اخلاقی‌تر بودن مجازات مرگ یا حبس ابد است.

## پیرنگ

### بخش اول
بانک‌دار ثروتمندی مهمانی بزرگی ترتیب می‌دهد. بیشتر مهمان‌ها جزو طبقات روشنفکر و تحصیلکردهٔ جامعه هستند و معتقدند مجازات مرگ اخلاقی و مناسب جوامع امروزی نیست. اما بانکدار معتقد است مجازات مرگ از حبس ابد اخلاقی‌تر است، چون حبس ابد چیزی نیست جز کشتن زندانی به‌تدریج و همراه با شکنجهٔ روحی. وکیل جوان ۲۵ ساله‌ای می‌گوید که هر دو گونهٔ مجازات غیراخلاقی هستند، اما اگر حق انتخاب باشد، مجازات حبس ابد را به مرگ ترجیح می‌دهد، چون زیستن به هر شکلش از مرگ بهتر است. بانک‌دار عصبانی می‌شود و دو میلیون روبل شرط می‌بندد که وکیل نمی‌تواند پنج سال در حبس انفرادی طاقت بیاورد. وکیل می‌گوید پنج سال که سهل است، ۱۵ سال هم طاقت خواهم آورد. علی‌رغم هشدار و استهزای بانک‌دار، شرط بسته می‌شود. وکیل باید ۱۵ سال در یکی از اتاق‌های باغ منزل بانکدار حبس انفرادی بکشد و اگر موفق به تحمل آن شد، دو میلیون روبل دریافت کند. او در این مدت نباید با انسان‌های دیگر در ارتباط باشد، حتی نباید صدای آن‌ها را بشنود، و تنها روزنهٔ ارتباطی او با جهان خارج، دریچهٔ کوچکی است که اختصاصاً به منظور تحویل غذا و کتاب و … تعبیه شده است. اما می‌تواند به هر میزان که خواست کتاب، شراب، و صفحات موسیقی درخواست کند. همچنین می‌تواند نامه بنویسد ولی نمی‌تواند نامه دریافت کند.
وکیل سال اول حبس را در افسردگی می‌گذراند، به پیانو گوش می‌دهد و از شراب و تنباکو دوری می‌کند. همچنین کتاب‌هایی با محتوای سبک چون عشقی، کمدی، فانتزی و کارآگاهی می‌خواند. سال دوم دیگر صدای موسیقی شنیده نمی‌شود و وکیل صرفاً کتاب‌های کلاسیک می‌خواند. سال پنجم دوباره صدای موسیقی به گوش می‌رسد، وکیل درخواست شراب می‌کند و دیگر کتاب نمی‌خواند. تنها کارهایی که می‌کند خوردن و خوابیدن و نوشیدن است. گاهی شب‌ها تا صبح مشغول نوشتن می‌شود اما صبح نوشته‌ها را پاره می‌کند. همچنین چندین‌بار صدای گریستن او شنیده می‌شود. وکیل در نیمهٔ دوم سال ششم، غرق مطالعهٔ زبان، فلسفه و تاریخ می‌شود و در طول چهار سال، ۶۰۰ جلد کتاب می‌خواند و شش زبان خارجی می‌آموزد. همچنین نامه‌ای به شش زبان به بانک‌دار می‌نویسد و از او می‌خواهد که اگر غلطی در نوشته‌های او پیدا نشد، گلوله‌ای شلیک کند تا وکیل بداند که تلاش‌هایش بی‌نتیجه نبوده است. نوشته‌ها بدون غلط هستند و بانک‌دار درخواست وکیل را اجابت می‌کند. در سال دهم، وکیل در طول سال فقط یک کتاب می‌خواند و آن عهد جدید است. او بعداً رو به تاریخ ادیان و الهیات می‌آورد. در دو سال آخر به صورت کاتوره‌ای (≈رندوم) کتاب سفارش می‌دهد، علوم طبیعی می‌خواند و سپس آثار شکسپیر و بایرون. کتاب‌های درخواستی او اکنون ملغمه‌ای از پزشکی، شیمی، رمان، فلسفه و الهیات است.

### بخش دوم
یک شب قبل از سر رسیدن مدت ۱۵ سال، بانکدار که اوضاع مالی‌اش به خوبی گذشته نیست، خود را به خاطر این شرط‌بندی احمقانه ملامت می‌کند. بانکدار که می‌داند که اگر مجبور به پرداخت دو میلیون روبل شود، کاملاً ورشکسته خواهد شد، به فکر کشتن وکیل می‌افتد. آرام‌آرام به محل حبس وکیل می‌رود و پس از کسب اطمینان از غفلت نگهبان، داخل اتاق می‌شود. وکیل بر روی صندلی به پشت نشسته، اما خواب است و تکان نمی‌خورد. موهایش بلند و خاکستری، ریش‌هایش ژولیده، و بدنش به شدت تکیده شده، به نحوی که هرکس او را ببیند باور نخواهد کرد تنها ۴۰ سال دارد. بانکدار پیش خود فکر می‌کند که کشتن این مرد نیمه‌جان نباید کار سختی باشد، اما پیش از دست به کار شدن، چشمش به یادداشتی می‌افتد که وکیل نوشته است. بانکدار یادداشت را می‌خواند:
وکیل در آن یادداشت نوشته که فردا آزاد خواهم شد ولی در کمال سلامت عقل می‌گویم که از آزادی و سلامتی و زندگی و مواهبش بیزارم. او نوشته که در این مدت ۱۵ سال از طریق کتاب‌ها همهٔ آنچه زندگی دنیوی می‌توانسته به او عرضه بدارد چشیده است: از نوشیدن گواراترین باده‌ها تا عشق‌ورزی به زیباترین زنان تا شکار آهوان و صعود به ستیغ کوه‌ها و مشاهدهٔ طبیعت … او نوشته که مطالعهٔ کتاب‌ها به او خرد بخشیده است و او هم‌اکنون خردمندترین انسان‌هاست. اما اکنون از زودگذری و توهمات سراب‌مانند دنیا بیزار است. آدمی را دیوانه می‌خواند که غلط را به جای درست، زشتی را به جای زیبایی، و دنیا را به جای آخرت برگزیده است. نوشته است که به همان اندازه که شما از دیدن برآمدن قورباغه و مارمولک به جای میوه بر درختان سیب و پرتغال حیرت‌زده می‌شوید، من از دیدن رفتار شما متعجب می‌شوم. و در نهایت نوشته برای اینکه تنفرم را از دنیای مادی شما در عمل نشان دهم، پنج ساعت قبل از آنکه مدت ۱۵ سال سر برسد، زیر شرط می‌زنم تا برنده نشوم.
بانکدار بوسه‌ای بر سر وکیل می‌زند و اتاق را ترک می‌کند. آنقدر آشفته است که نمی‌تواند شب را بخوابد، و از خودش به خاطر تباه کردن زندگی مرد جوان متنفر و عصبانی است. فردا صبح نگهبان خبر می‌آورد که وکیل فرار کرده است. بانک‌دار به اتاق حبس می‌رود، یادداشت را برمی‌دارد و درون گاوصندوق می‌گذارد.